# فلكس بونتو
فلكس بونتو (بالإنجليزية: Fluxbuntu) هي توزيعة لينكس مبنية على أوبونتو وتستخدم مدير النوافذ فلكس بوكس، صُممت هذه التوزيعة خصيصاً من أجل أجهزة الحاسوب القديمة ومن أجل ان تكون خفيفة، كما أنها تعطي أداءً مرتفعاً على الحواسيب الحديثة .

## صفحات خارجية
- الموقع الرسمي للتوزيعة : www.fluxbuntu.org نسخة محفوظة 13 أكتوبر 2014 على موقع واي باك مشين.